# 6645 Арсетрі
6645 Арсетрі (1991 AR1, 1978 QJ1, 1978 SR3, 1984 UC3, 6645 Arcetri) — астероїд головного поясу, відкритий 11 січня 1991 року.
Тіссеранів параметр щодо Юпітера — 3,182.